# Герберт Блумер
Герберт Блумер (7 березня 1900, Сент-Луїс, США— 13 квітня 1987)— американський соціолог та соціальний психолог, представник Чиказької школи Символічного інтеракціонізму.

## Біографія
Народився 7 березня 1900 р. в сім'ї бізнесмена в штаті Міссурі. Там же пройшло його дитинство. Соціологічну освіту отримав в університеті штату Міссурі, де він в 1921 р. став бакалавром, а в 1922 р. захистив магістерську дисертацію «Теорія соціальних революцій», підготовлену під керівництвом Чарльза Еллвуда.
У 1925 р., після нетривалого викладання в університеті штату Міссурі, Блумер відправився в Чикаго для участі в докторській програмі факультету соціології Чиказького університету. Тут мав можливість слухати лекції Дж. Г. Міда, які справили на нього глибоке враження і поклали початок формуванню його як самостійного теоретика.
1925–1952 рр. — працює викладачем в Чиказькому університеті. Перші чиказькі публікації Блумера були присвячені впливу засобів масової комунікації на людську поведінку («Кіно, делінквентність і злочинність», 1933; «Кіно і поведінка», 1935; «Формування масової поведінки за допомогою кінофільму», 1935) і відображали його інтерес до проблеми колективної поведінки.
З середини 30-х рр. Блумер регулярно публікував статті загальнотеоретичного і загальнометодичного характеру.
У 1940–1952 р. Блумер був головним редактором «American journal of sociology», що видавався в Чикаго. В 40-ві роки він став на факультеті однією з головних фігур (поряд з Л. Віртом, Е. Ч. Гьюзом і В. Л. Ворнером).
1952–1967 р. очолює факультет соціології та соціальних інститутів в Каліфорнійському університеті в Берклі. Факультет став при ньому одним з передових соціологічних центрів США: тут працювали Е. Ґоффман, Г. Гарфінкель, Г. Сакс та ін.
Блумер обирався президентом Товариства для вивчення соціальних проблем (1954), Американського соціологічного товариства (1955), Тихоокеанської соціологічної асоціації, віце-президентом Міжнародної соціологічної асоціації. Після відставки він залишався почесним професором Каліфорнійського університету в Берклі, читав лекції як distinguished professor в Міжнародному університеті Сполучених Штатів в Сан-Дієго (1975–1981).
У 1969 р. побачила світ його magnum opus — «Символічний інтеракціонізм: перспектива і метод», збірка його найкращих статей. В останні роки Блумер важко хворів.
Він помер 13 квітня 1987 р. Посмертно була видана його велика книга «Індустріалізація як агент соціальної зміни» (1990), яку сам він за життя опублікувати не наважився.

## Символічний інтеракціонізм: головні ідеї
Блумер разом зі своїми близькими співробітниками, однодумцями і послідовниками створює школу символічного інтеракціонізму, яка вступає в серйозні розбіжності з так званою Айовською школою на чолі з М. Куном. Першорядне значення він відводить творчості Міда
У першому розділі однієї з головних робіт — «Символічний інтеракціонізм: перспектива і метод» (1969) — Блумер наступним чином висловлює основні положення своєї теорії:
- людська діяльність здійснюється щодо об'єктів на основі тих значень, які індивіди їм надають;
- самі значення виводяться з соціальної взамодії, до якої люди вступають між собою, тобто вони є продуктом соціальної інтеракції між індивідами;
- значення змінюються і застосовуються за допомогою інтерпретації — процесу, використовуваного кожним індивідом щодо знаків (символів), що його оточують[9].

У самій взаємодії можна виділити два рівні:
1. несимволічна взаємодія (об'єднує все живе)
2. символічна (притаманна лише людині).

## МетодологіяБлумера
Методологія Блумера припускає відмову від операціональних понять на користь змістовних (тому соціологія є наукою про людські феномени), створення «м'яких» методів, які забезпечать доступ до мінливої «матерії» суб'єктивних смислів соціальних дій.
Точка зору Блумера яскраво гуманістична, тому він акцентує увагу на методологічній специфіці досліджень соціальної реальності.

## Дослідження масового суспільства та колективної поведінки
Блумер став одним з піонерів у вивченні масового суспільства в американській соціології.
Говорячи про масу, соціолог називає наступні її відмінні риси:
- найрізноманітніше суспільне становище її учасників (за професійними ознаками, культурному рівню та матеріальним становищем)
- анонімність індивідів;
- відсутність взаємодії та обміну переживаннями у членів маси;
- неміцна організація і неспроможність діяти узгоджено та єдино як натовп[9].

Його особлива заслуга — у дослідженні колективної поведінки людей, особливо в неорганізованих або слабо організованих групах.
У своїй роботі «Колективна поведінка» передбачає «розгляд таких явищ, як натовп, зборища, панічні настрої, манії, танцювальні перемішки, стихійні масові рухи, масова поведінка, суспільна думка, пропаганда, мода, захоплення, соціальні рухи, революції і реформи».
Блумер виділяє 2 форми колективної поведінки:
1. Елементарна — така колективна поведінка, яка не перебуває під впливом будь-яких правил (приклади: збуджений натовп, біржова паніка, стан військової істерії, обстановку соціальної напруженості).
2. Організована форма — звичаї, умовності, організація, соціальні інститути та інші[9].